# Рахау, Карл Карлович
Ка́рл Ка́рлович Раха́у (12 июня 1830, Санкт-Петербург — 27 июня 1880, Зальцбург, Австро-Венгрия) — русский архитектор периода историзма, академик и профессор Императорской Академии художеств в Санкт-Петербурге. Младший брат Ивана Карловича Рахау, также архитектора.

## Биография

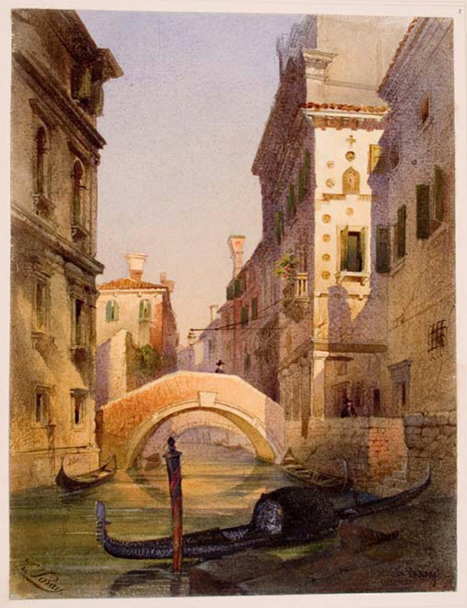
Карл Рахау. Вид канала в Венеции. Между 1857 и 1862. Бумага, акварель

Карл Карлович Рахау родился 12 июня 1830 года в Санкт-Петербурге в немецкой семье биржевого маклера. С детства Карл любил рисовать и в результате был отдан на обучение в Императорскую Академию художеств. Его учителем был архитектор К. А. Тон. В 1853 году Карл получил свою первую серебряную медаль. В 1857 году завершил обучение, получив золотую медаль и стипендию для пенсионерской поездки за границу для продолжения обучения. В ходе поездки архитектор посетил Испанию, Францию и Италию. В 1862 году на Парижской выставке был отмечен золотой медалью за участие в составлении проекта реставрации дворца Альгамбра в Гранаде. В Мюнхене он получил почётный диплом.
По возвращении в 1864 году в Санкт-Петербург Карл Рахау получил звание академика архитектуры. В 1866 году был принят в Техническо-строительный комитет Министерства внутренних дел, а в 1867 году перешёл на работу в Строительное отделение Санкт-Петербургского губернского правления. В это же время Рахау начал преподавательскую деятельность в Императорской Академии художеств, где в 1870 году получил звание профессора архитектуры и стал членом Совета Академии художеств. В Академии он занимался скульптурным отделом Музея, отделкой Малого конференц-зала.
С 1871 года работал старшим техником в Городской управе. В 1873 году он вошёл в состав Строительного комитета Канцелярии по Ведомству учреждений императрицы Марии.
Имел награды: орден Святого Владимира 3-й степени (1879).
Рахау проектировал постройки для Крыма, Кавказа. В петербургских постройках использовал стилевые приёмы и формы неоренессанса.
В 1880 году Карл Рахау уехал на лечение в Висбаден. На обратном пути у архитектора случился приступ психического расстройства, от которого он вскоре скончался.

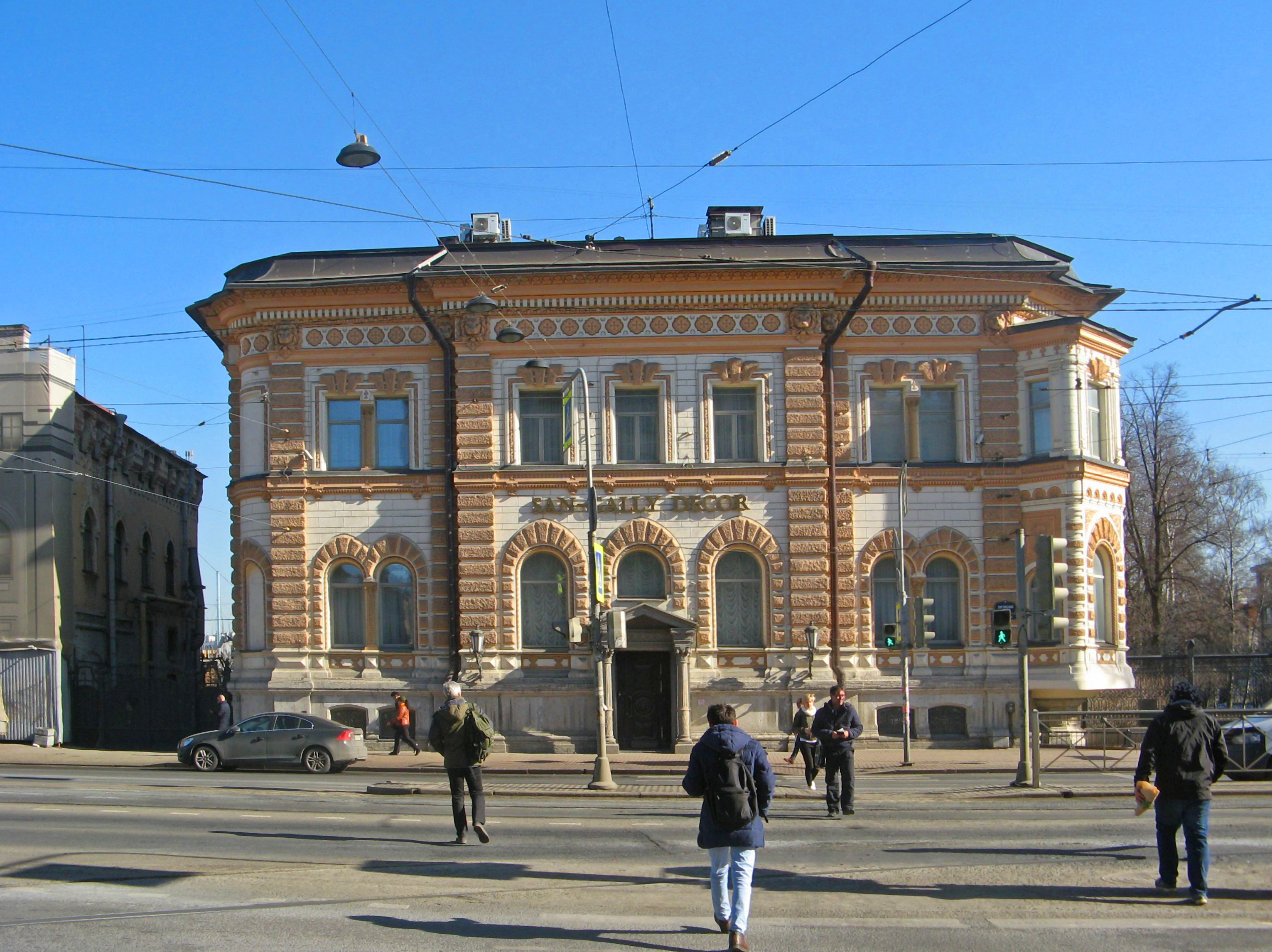
Особняк Ф. К. Сан-Галли. Санкт-Петербург, Лиговский проспект, 62
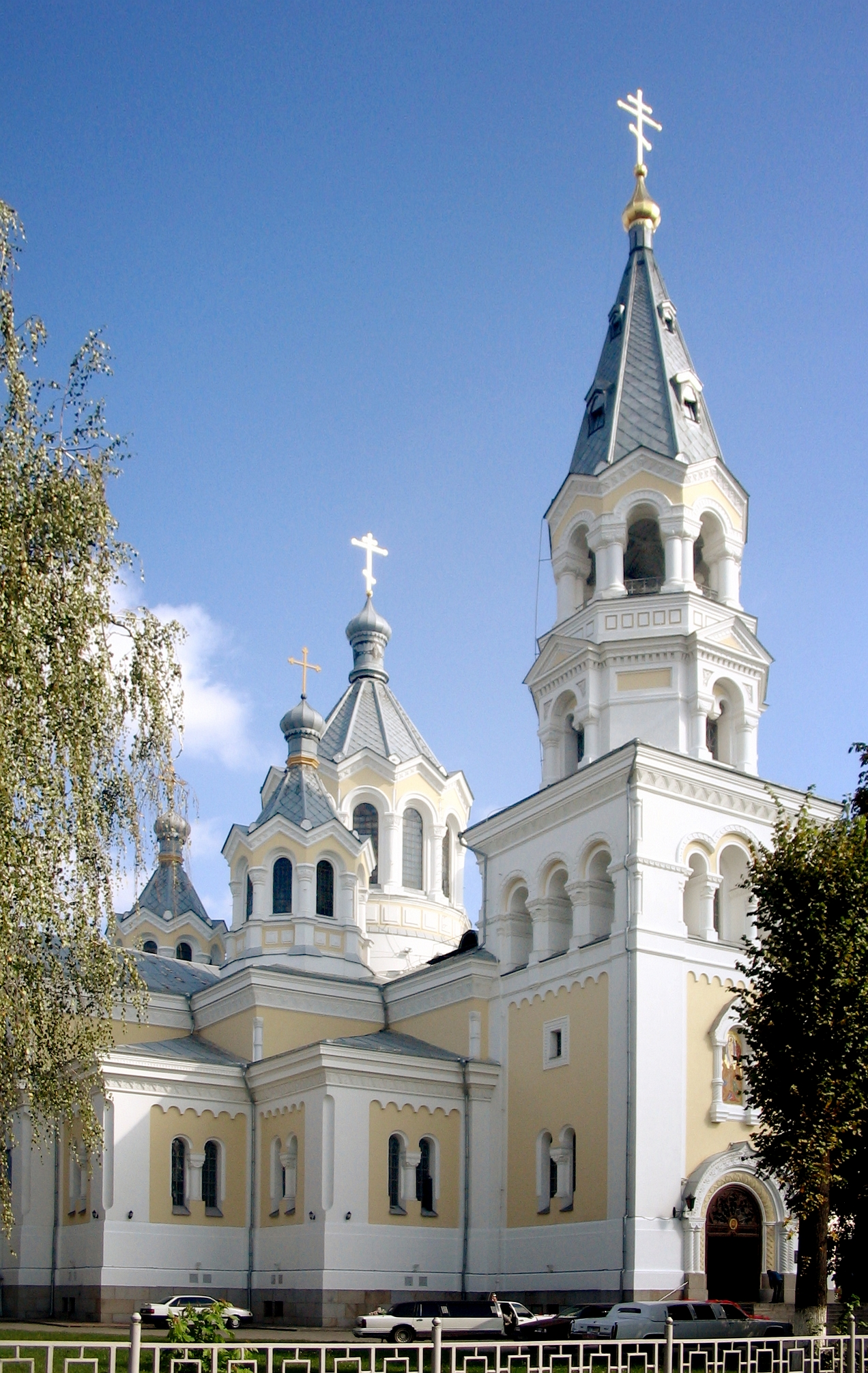
Спасо-Преображенский собор, совместно с Э. И. Жибером и В. Г. Шаламовым. 1866—1874. Житомир
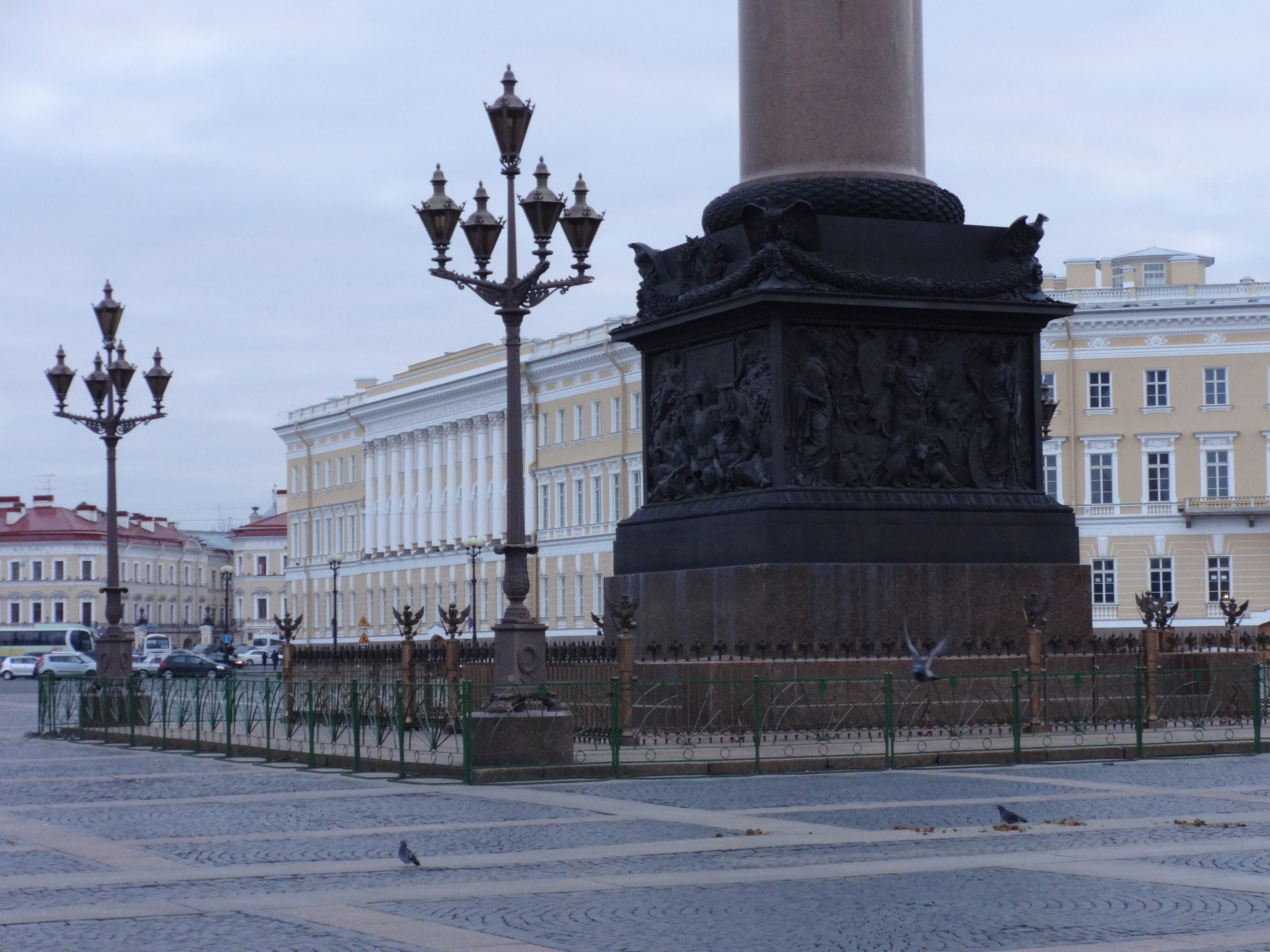
Декоративные фонари у Александровской колонны. 1876. Санкт-Петербург, Дворцовая площадь
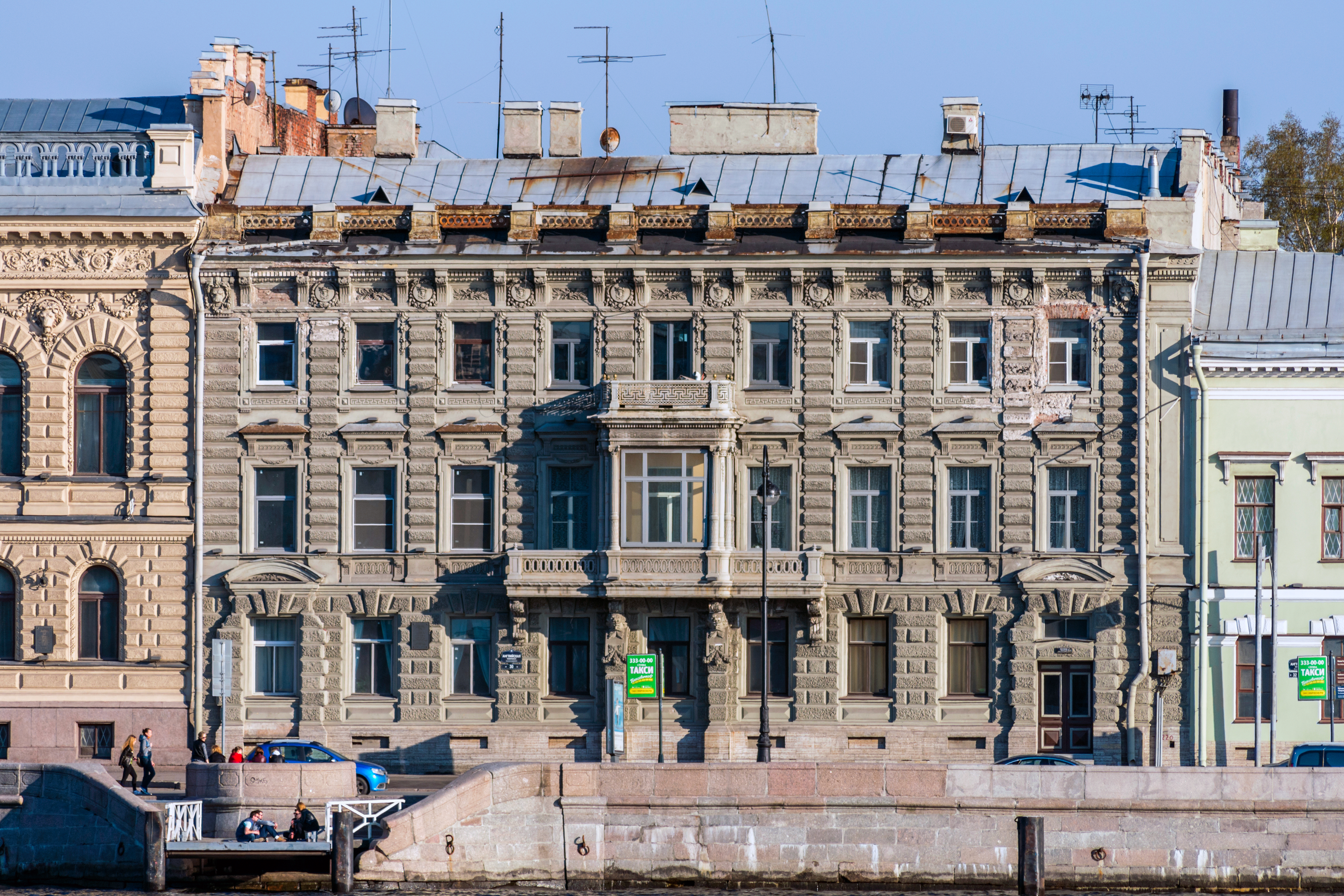
Дом-особняк Э. М. Мейера, совместно с архитектором Р. Б. Бернгардом. 1870—1872. Санкт-Петербург, Английская набережная, 30

## Постройки
- Часовня-усыпальница графов Левашовых в Александро-Невской Лавре;
- Перила Литейного моста;
- Особняк Ф. К. Сан-Галли (Санкт-Петербург, Лиговский проспект, 62);
- Дом Ф. К. Сан-Галли (Санкт-Петербург, Пушкинская улица, 9);
- Доходный дом Кенига (Санкт-Петербург, Большой проспект Васильевского острова, 15/5);
- Спасо-Преображенский собор, совместно с Э. И. Жибером и В. Г. Шаламовым (1866—1874, Житомир);
- Восстановление немецкой лютеранской кирхи (1872, Санкт-Петербург, Большая Морская улица, 58);
- Дом-особняк Э. М. Мейера, совместно с архитектором Р. Б. Бернгардом (1870—1872, Санкт-Петербург, Английская набережная, 30);
- Декоративные фонари у Александровской колонны (1876, Санкт-Петербург, Дворцовая площадь).
- Железнодорожный вокзал (1870—1902 (сгорел), Рыбинск, ул. Пассажирская, 1а)[3]
- Дача банкира А. А. Шварца в Парголово (улица Заводская, 9)[4]